# The Story Begins

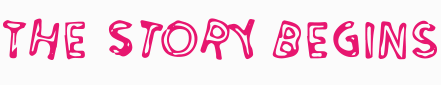

The Story Begins és l'extended play (EP) debut del grup de noies sud-coreanes Twice. L'àlbum va ser llançat digitalment i físicament el 20 d'octubre del 2015 per JYP Entertainment i distribuït per KT Music. L'àlbum conté sis cançons, incloent el primer senzill, «Like OOH-AHH», que va ser composta per Black Eyed Pilseung i és una barreja de diversos gèneres diferents.

## Antecedents i llançament
El 7 d'octubre del 2015, JYP Entertainment va llançar el lloc web oficial de la banda i va anunciar a través d'SNS que el grup debutaria amb el mini-àlbum The Story Begins i la pista títol «Like OOH-AHH». La pista es descriu com una canço de ball 'color pop' amb elements de hip-hop, rock, i R&B. L'equip de composició incloïa a Black Eyed Pilseung, conegut per compondre llançaments exitosos, com ara «Only You» de miss A.
Teasers que ofereixen cadascuna de les membres del seu vídeo musical van ser llançats des del 12 al 14 d'octubre de 2015. El 20 d'octubre, el vídeo musical de la cançó es va publicar en línia i a través de la Naver V App.
Al cap de cinc mesos després del seu llançament, el vídeo musical de «Like OOH-AHH» va aconseguir 50 milions de visites i va reemplaçar a «Fire» de 2NE1 com el vídeo musical debut més vist de qualsevol grup de K-pop. Va seguir amb 100 milions de visites l'11 de novembre de 2016, fent Twice el quart grup de noies de K-pop a aconseguir aquesta fita, així com el primer vídeo musical debut a fer-ho.

## Promoció
Twice va celebrar un showcase en viu el 20 d'octubre, on van realitzar «Like OOH-AHH» juntament amb les pistes de ball «Must Be Crazy» i «Do It Again.»
El grup va començar a promoure la seva cançó «Like OOH-AHH» amb la B-Side «Do It Again» en els programes de música el 22 d'octubre. Elles van presentar primer les cançons a Mnet M!Countdown, seguit per actuacions en KBS Music Bank, MBC Xou! Music Core i SBS Inkigayo.

## Rendiment comercial
The Story Begins va debutar al número quatre en el Gaon Album Chart per a la setmana que va acabar el 24 d'octubre de 2015 i va aconseguir el lloc número tres dues setmanes més tard. A partir de l'abril del 2016, l'àlbum ha venut 70,647 còpies a Corea del Sud i 12,141+ de còpies al Japó.

## Futurs impactes i efectes
El 23 de setembre de 2016, Twice va llançar els seus dos colors oficials, és a dir, Albercoc (Pantone 712 C) i Neó Magenta (Pantone 812 C), la qual cosa significa que el grup i el seu club de fans anomenat «Once», que també es van basar en els vestits utilitzats en el vídeo musical de Like OOH-AHH. El 19 d'octubre, Twice va revelar el seu lightstick oficial decorat amb els seus colors oficials anomenat «Candy Bong», bong significa stick (pal) en coreà, que s'inspira en la cançó «Candy Boy» del seu primer mini àlbum.